# Emma Johnson (pływaczka)
Emma Clare Johnson (ur. 24 lutego 1980) – australijska pływaczka. Brązowa medalistka olimpijska z Atlanty.
Zawody w 1996 były jej jedynymi igrzyskami olimpijskimi. Zdobyła brąz w sztafecie 4x200 metrów stylem dowolnym. Indywidualnie sięgnęła po złoto mistrzostw świata w pływaniu na krótkim basenie w 1997 na dystansie 400 metrów stylem zmiennym oraz była trzecia w sztafecie 4x200 metrów stylem dowolnym.